# 萬谷宜子
萬谷 宜子（まんたに たかこ）は、日本のフリーアナウンサー。メディア・スタッフとオフィスキイワード東京事務所に所属している。

## 来歴
大阪府出身。東海大学文学部広報学科卒業。元静岡エフエム放送 (K-MIX) のアナウンサーで、同局退社とともにフリーアナウンサーに転じた。
フリーアナウンサーとして活動する傍ら、自らの所属事務所に併設されているキイワードアナウンススクール、学校法人東放学園が運営する東京アナウンス学院、オスカープロモーションが運営するオスカーアナウンス学院の3校でアナウンス講師を務めている。

## 担当番組

### ラジオ番組
以下の番組群のほか、FM湘南ナパサやFM世田谷で放送される情報ワイド番組や音楽番組も担当。また、TOKYO FM デジタルラジオのニュースキャスターやKBS京都のラジオカーリポーターも務めていた。
- エキサイティングJリーグ（ABCラジオ）
- BIG TIME RADIO SHOW（E-Radio）
- 健康とっておき！（東海ラジオほか25局ネット、2010年[3] - ）
- すこやか生活便（KBCラジオほか21局ネット、2010年[4] - ）
- おはよう健康どうでっか（STVラジオほか13局ネット、2010年[5] - ）
- おはよう健康情報局（東海ラジオほか6局ネット、2010年[6] - ）
- ハッピーのアンテナ（東海ラジオほか）
- みやちゃん・ねづっちのなぞかけ百貨店で整いました！（東海ラジオほか8局ネット、2017年）
- IKKOのこれって開運?!（ラジオ沖縄、2018年[7]）

### テレビ番組
PET TV (SKY PerfecTV! 758ch) で放送される番組のナレーターを務めていた。